# Polinomi
Un polinomi és una expressió algebraica formada per la suma o resta de diversos monomis no semblants, anomenats termes del polinomi. El cas concret d'un polinomi amb dos termes s'anomena binomi.
Són polinomis:
{\displaystyle 3x^{5}+4x^{2}-6x+7\,}
{\displaystyle xy^{3}+t-4a\,}
{\displaystyle x+vt+{\frac {1}{2}}at^{2}\,}
{\displaystyle x^{2}+4x+4\,}
Existeixen certs criteris a l'hora de representar un polinomi, tot i que no són normes d'aplicació obligatòria:
- Quan dos termes dins d'un polinomi es poden sumar, llavors s'utilitza el polinomi resultant de sumar aquests termes. Per exemple:

Si el polinomi és: {\displaystyle x^{2}+4x-3x+4}, llavors és millor utilitzar {\displaystyle x^{2}+x+4}
- Si els factors dels monomis que se sumen es repeteixen, sempre s'escriuen en el mateix ordre:

Si el polinomi és: {\displaystyle x^{2}y+4yx-3x+4xy^{2}}, llavors és millor utilitzar {\displaystyle yx^{2}+4y^{2}x+4yx-3x}
- Els termes s'ordenen segons el grau de l'últim factor dels termes, en ordre decreixent.

Si el polinomi és: {\displaystyle 3x^{5}+7+4x^{2}-6x}, llavors és millor utilitzar {\displaystyle 3x^{5}+4x^{2}-6x+7}
Un polinomi pot ser una expressió com {\displaystyle 2x^{3}-5x^{2}+6x-1} una suma de potències enteres (en l'exemple: 3, 2, 1 i 0) d'un nombre (x) multiplicades per uns coeficients (en l'exemple: 2, -5, 6 i -1). La notació ordinària pels enters els representa com a polinomis amb potències de 10: per exemple, {\displaystyle 365=3(10^{2})+6*(10^{1})+5*(10^{0})=3*(100)+6*(10)+5*(1)}.
Si el nombre x a {\displaystyle 2x^{3}-5x^{2}+6x-1} no s'especifica, però s'imagina capaç de prendre valors d'un conjunt de valors, s'anomena variable, i la fórmula {\displaystyle 2x^{3}-5x^{2}+6x-1} determina una funció, de la qual el seu "domini" és el conjunt de valors que x pot prendre. Aquesta mena de funcions s'anomenen funcions polinòmiques o, breument, simplement polinomi; generalment el domini d'un polinomi se suposa que tracta de tots els nombres reals o bé tots els nombres complexos.
El grau d'un polinomi és l'exponent (potència) més elevat de la variable x; per exemple, {\displaystyle 2x^{3}-5x^{2}+6x-1} és de grau 3. Un nombre aïllat, considerat com el representant d'una funció constant, és un polinomi de grau zero (excepte que el nombre 0, com a polinomi, no se l'hi atribueix cap grau). Els polinomis de grau 1, 2, 3, 4 són anomenats lineals, quadràtics, cúbics, biquadràtics, respectivament.
Tots els polinomis tenen una forma expandida, on s'empra la regla distributiva per a suprimir tots els parèntesis; per exemple: {\displaystyle x^{2}-2x+1}. (Alguns polinomis també tenen la forma de factors, per exemple (x-1)*(x-1), on apareixen els parèntesis). A la forma expandida, un terme (per exemple -2x) del polinomi és una part del polinomi que és el producte d'un nombre anomenat coeficient (al terme -2x, el coeficient és -2) i zero o més variables, i on una variable que apareix més d'una vegada s'expressa una vegada amb un exponent (per exemple, tot i que són el mateix, en lloc d'escriure x*x-2x+1, hom escriu {\displaystyle x^{2}-2x+1} on l'exponent de x² és 2). Cada polinomi en forma expandida és la suma d'uns termes, on la resta es fa mitjançant la suma de termes amb coeficients negatius.
Els polinomis es classifiquen pel seu grau i nombre de variables. El grau d'un terme en un polinomi és la suma de tots els exponents de les variables del terme, on una variable sense exponent s'entén que té exponent 1 (per exemple, el terme {\displaystyle 7x^{3}y^{2}} és de grau 3+2=5 i el terme {\displaystyle -5x^{2}y} és de grau 2+1=3). En particular, un terme sense variables té grau zero.
El grau d'un polinomi coincideix amb el grau major de tots els termes del polinomi, sense tenir en compte els termes amb coeficient zero. Així a {\displaystyle x^{2}-2x+1} el terme x² té grau 2 i és el grau més gran dels tres termes del polinomi, per tant també el grau del polinomi és 2. Si tots els termes del polinomi tenen coeficients zero, llavors el grau del polinomi no és zero, sinó que és indefinit, o en alguns contexts es diu que té un altre valor (com ara −∞).
Exemple:
{\displaystyle 3x(x-y)+z\,}
és equivalent a la forma expandida:
{\displaystyle 3x^{2}-3xy+z\,}
A aquesta forma expandida, el segon terme és −3xy i el seu grau és 2. El polinomi és de segon grau amb tres variables (x, y i z). Si donem valors a les variables, per exemple, x = 10, y = 5, z = 100 llavors l'avaluació del polinomi és 250, ja que: {\displaystyle 3*(10)^{2}-3*(10)*(5)+(100)=250}.
Tot polinomi d'una variable és equivalent a un polinomi de la forma:
{\displaystyle a_{n}x^{n}+a_{n-1}x^{n-1}+\cdots +a_{2}x^{2}+a_{1}x+a_{0}}.
Aquesta darrera forma s'usa de vegades com a definició per a un polinomi d'una variable.
L'avaluació d'un polinomi consisteix a assignar un nombre a cada variable i efectuar les operacions indicades (en l'exemple anterior hem assignat valors a x, y, z, i hem vist que l'avaluació ens donava 250).
De vegades, per a polinomis d'una variable, l'avaluació es fa emprant l'esquema de Horner:
{\displaystyle ((\ldots (a_{n}x+a_{n-1})x+...+a_{2})x+a_{1})x+a_{0}\,}.
Una equació polinòmica és una equació on s'iguala un polinomi a zero o a un altre polinomi. En el segon cas, l'equació hom la converteix a la primera sense més que sostraure al primer polinomi el segon. Quan hom té un polinomi igualat a zero, el grau de l'equació és el grau del polinomi. Les variables sovint són anomenades "incògnites", en el sentit que l'equació és un problema encara desconegut fins a ser resolt trobant nombres per a les variables de manera que l'equació sigui certa en avaluar el polinomi.
A l'àlgebra elemental, es donen mètodes per a resoldre equacions de polinomis, d'una variable, de primer i segon grau. El nombre de solucions possibles pot ser igual o menor al grau de l'equació. Ací s'ha de tenir en compte la multiplicitat de solucions. Per exemple, l'equació {\displaystyle x^{2}-2x+1=(x-1)(x-1)=0} només té una solució x=1, en lloc de dues (el grau de l'equació és 2 i, per tant, hom pot esperar trobar 2 valors de x pels quals l'equació es verifica, però en ser la solució doble, només x=1 verifica l'equació).
Un sistema d'equacions polinòmiques és un conjunt d'equacions que han de ser avaluades amb la mateixa assignació de nombres a les variables a cada equació. Els sistemes d'equacions són normalment agrupats amb una sola clau oberta a l'esquerra. A àlgebra elemental, es donen mètodes per a resoldre sistemes d'equacions lineals de diverses incògnites. Per a aconseguir una solució única el nombre d'equacions hauria de ser igual al nombre d'incògnites. Els sistemes d'equacions lineals de diverses incògnites són tractats a l'àlgebra lineal.

## Exemples més avançats de polinomis
També a l'àlgebra lineal, el polinomi característic d'una matriu quadrada codifica propietats importants de la matriu (matemàtiques)).
A la teoria de grafs el polinomi cromàtic d'un graf codifica les diferents maneres colorar els vèrtexs del graf utilitzant x colors.
A l'àlgebra abstracta, hom pot definir polinomis amb coeficients a qualsevol anell.
A la teoria de nusos, el polinomi d'Alexander, el polinomi de Jones, i el polinomi HOMFLY són importants invariants de nusos.

## Història
La determinació de les arrels (que hom també pot anomenar com rels o zeros) d'un polinomi, o les "resolucions d'equacions algebraiques", és un dels problemes més antics a matemàtiques. Alguns polinomis, com ara {\displaystyle f(x)=x^{2}+1}, no tenen arrels dins dels nombres reals. Ara bé, si s'estenen les solucions possibles al domini dels nombres complexos, llavors, qualsevol polinomi (no constant) té arrels: aquesta és l'afirmació que fa el teorema fonamental de l'àlgebra.
Hi ha una diferència entre aproximar arrels i trobar fórmules tancades concretes per a les arrels. Les fórmules per a les arrels d'un polinomi de fins a grau 2 són conegudes des de l'antiguitat (vegeu equació quadràtica) i fins a grau 4 són conegudes des del segle xvi (vegeu Gerolamo Cardano i Niccolo Fontana Tartaglia). Però les fórmules per a grau 5 s'escaparen dels recercadors un temps molt llarg. El 1824, Niels Henrik Abel va provar l'esclatant resultat que no pot haver-hi cap fórmula general (que inclogui operacions aritmètiques i radicals) per a les rels d'un polinomi de grau 5 o major en termes dels seus coeficients (vegeu teorema d'Abel-Ruffini). Aquest resultat marcà l'inici de la teoria de Galois el qual s'enceta en un estudi detallat de les relacions entre les arrels dels polinomis.
El motor diferencial de Charles Babbage fou dissenyat per a crear una llarga taula de valors de logaritmes i funcions trigonomètriques automàticament, per l'avaluació aproximada de polinomis a molts punts fent l'ús del mètode de diferències de Newton.

## Funcions polinòmiques
Per a unes constants numèriques donades {\displaystyle a_{0},\ldots ,a_{n},n>0}, en alguns dominis (sovint R o C), amb an diferent de zero, llavors una (funció) polinòmica de grau n és una funció de la forma:
{\displaystyle f(x)=a_{0}+a_{1}x+\cdots +a_{n-1}x^{n-1}+a_{n}x^{n}.}
Més concisament, una funció polinòmica pot escriure's en la notació sigma com:
```

  

    

      

        
f

        
(

        
x

        
)

        
=

        

          
∑

          

            
i

            
=

            
0

          

          

            
n

          

        

        

          
a

          

            
i

          

        

        

          
x

          

            
i

          

        

        
.

      

    

    
{\displaystyle f(x)=\sum _{i=0}^{n}a_{i}x^{i}.}

  

```

Les constants {\displaystyle a_{0},...,a_{n}} són anomenades els coeficients del polinomi. a0 és anomenat el coeficient constant i an és anomenat el  coeficient dominant. Quan el coeficient dominant és 1, hom diu que el polinomi és mònic o normalitzat.
Cada sumand {\displaystyle a_{i}x^{i}} del polinomi és anomenat un terme. Un polinomi amb un, dos, o tres termes és anomenat monomi, binomi or trinomi respectivament.
Les funcions polinòmiques de
- grau 0 són anomenades funcions constants (exclòs el polinomi zero, que és de grau indeterminat), la gràfica és una recta horitzontal;
- grau 1 són anomenades funcions lineals, la gràfica és una recta (el coeficient principal és la seva pendent);
- grau 2 són anomenades funcions quadràtiques, la gràfica és una paràbola;
- grau 3 són anomenades funcions cúbiques, la gràfica és una recta cúbica.

Les funcions polinòmiques no constants (grau major que 0), tendeixen a infinit quan {\displaystyle x} creix o decreix indefinidament. El signe de l'infinit depèn del coeficient principal i del grau del polinomi. A més a més, si el grau es major que 1, la funció no té asímptotes (si és 0 ó 1, la funció té una asímptota: {\displaystyle y=f(x)}).

## Gràfics
Una funció polinòmica d'una variable real pot ser representada mitjançant una gràfica.
- El gràfic del polinomi zero: f(x) = 0 és l'eix x.

- El gràfic d'un polinomi de grau 0:f(x) = a0, on a0 ≠ 0,

és una línia horitzontal que talla l'eix y a a0
- El gràfic d'un polinomi de grau 1 (o funció lineal)

{\displaystyle f(x)=a_{0}+a_{1}x}, on {\displaystyle a_{1}\neq 0},
és una línia obliqua que talla l'eix y a a0
i amb pendent a1.
- El gràfic d'un polinomi de grau 2 o major:

{\displaystyle f(x)=a_{0}+a_{1}x+a_{2}x^{2}+...+a_{n}x^{n}}, on an ≠ 0 i n ≥ 2 
és una corba continua no lineal.
La millor manera d'analitzar el gràfic d'una funció polinòmica de grau 2 o major és pel seu comportament als extrems, el nombre de talls amb l'eix x i el nombre de punts màxims i mínims.

## Propietats dels polinomis
1. La suma de polinomis és un polinomi
2. El producte de polinomis és un polinomi
3. La derivada d'un polinomi és un polinomi
4. La integral d'un polinomi és un polinomi
5. Els polinomis serveixen per a aproximar altres funcions, com ara les funcions sinus, cosinus i exponencial.

### Comportament als extrems
Hi ha quatre comportaments als extrems que hi són resultats directes de si an, el coeficient dominant, és positiu o negatiu i de si n, el grau del polinomi, és parell o senar.
- Si an és positiu i n és parell, l'extrem dret del polinomi és al quadrant I mentre que l'extrem esquerre és al quadrant II.
- Si an és negatiu i n és parell, l'extrem dret és al quadrant IV mentre que l'extrem esquerre és al quadrant III.
- Si an és positiu i n és senar, l'extrem dret és al quadrant I mentre que l'extrem esquerre és al quadrant III.
- si an és negatiu i n és senar, l'extrem dret és al quadrant II mentre que l'extrem esquerre és al quadrant IV.

### Nombre de talls ax
Del teorema fonamental de l'àlgebra, un polinomi de grau n té exactament n rels complexes, que poden o no ser reals. Per tant, el nombre de talls amb l'eix x no pot excedir a n talls. També deriva del teorema fonamental de l'àlgebra que les rels complexes d'un polinomi amb coeficients reals han d'existir en parells complexos conjugats. Això, en particular, implica que un polinomi de grau parell amb coeficients reals pot no tenir cap tall amb l'eix x (perquè les seves rels poden ser totes complexes); un polinomi de grau senar amb coeficients reals, per altra banda, ha de tenir almenys un tall amb l'eix x, donat que les rels complexes conjugades es donen per parelles, deixant necessàriament almenys una rel sense parella per un n senar. Aquesta (aquestes) "desaparellament(s)" de rel(s) deu(en) ser per tant real(s). Per exemple, una funció polinòmica de grau 4 amb coeficients reals pot tenir-hi 0, 2 o 4 talls amb l'eix x, al mateix temps que una funció polinòmica similar de grau 5 pot tenir 1, 3 o 5 talls amb l'eix x. Ací assumim que els talls amb x hom els compte amb la seva multiplicitat - per exemple, el tall a l'eix x de x² a l'origen es compta dues vegades perquè 0 és una rel doble de x².

## Nombre de punts màxims i mínims
El nombre total de punts màxims i mínims d'un polinomi de grau parell pot ser qualsevol nombre senar menor al grau del polinomi, mentre que per un polinomi de grau senar pot ser qualsevol nombre parell menor al grau del polinomi. Per exemple, una funció polinòmica de grau 4 pot tenir en total 1 o 3 màxims i mínims i una funció polinòmica de grau 5 pot tenir en total 0, 2, o 4 màxims i mínims.

## Exemples
Els següents són alguns exemples de polinomis de grau baix.
|  |  |
|  |  |

La funció
{\displaystyle f(x)=13x^{4}-7x^{3}+{\begin{matrix}{\frac {2}{3}}\end{matrix}}x^{2}-5x+3}

és un exemple de funció de grau 4 amb coeficient dominant 13, i un coeficient constant 3.

## Arrels
Una arrel o zero d'un polinomi p és un nombre ζ tal que p(ζ) = 0. El teorema fonamental de l'àlgebra afirma que un polinomi de grau n sobre els nombres complexos té exactament n arrels complexes (no necessàriament diferents). D'ací que un polinomi pot ser factoritzat com: 
{\displaystyle p(x)=a_{n}(x-\zeta _{1})\cdots (x-\zeta _{n})}
on cada {\displaystyle \zeta _{i}} és una arrel del polinomi p. Per exemple, el polinomi {\displaystyle x^{2}+1} pot ser factoritzat com a {\displaystyle (x-i)(x+i)}.
Una equació de la forma {\displaystyle p(x)=0} s'anomena equació polinòmica d'incògnita x. Les solucions de l'equació són les arrels del polinomi. Les arrels reals d'un polinomi p(x) (sense coeficients no reals) són els talls de p(x) (presa com una funció polinòmica) amb l'eix x del gràfic.
La solució numèrica d'una equació polinòmica amb una incògnita és fàcilment assolit per una computadora amb el mètode de Durand-Kerner o per algun altre algorisme de cerca d'arrels. La reducció d'equacions de diverses incògnites a equacions d'una incògnita és tractat a l'article de l'algorisme de Buchberger. El cas especial on tots els polinomis són de grau u és el de l'eliminació gaussiana.
Solucions analítiques de les rels d'un polinomi en termes dels seus coeficients fent ús només de les operacions estàndard aritmètiques són possibles només si el grau del polinomi és quatre o menor. Aquest és el conegut teorema d'Abel-Ruffini. Per tant, es fa necessari utilitzar unes altres funcions especials per tal d'obtenir les rels d'equacions de grau superior. En particular, ha estat mostrat per Richard Birkeland i Karl Meyr que les rels de qualsevol polinomi poden ser expressades en termes de funcions hipergeomètriques multivariables (hypergeometric function). Ferdinand von Lindemann i Hiroshi Umemura mostraren que les arrels també poden ser expressades en termes de funcions modulars (Siegel modular function), generalitzacions de les funcions theta (theta function) que apareixen a la teoria de les funcions el·líptiques. Aquestes caracteritzacions de les arrels de polinomis arbitraris són generalitzacions dels mètodes abans descoberts per resoldre les equacions de cinquè grau.
Les equacions de grau dos poden ser reduïdes sense l'ús de la computadora bé a arrels quadrades. Vegeu equació quadràtica.

## Polinomis i càlcul
Un aspecte important del càlcul és el projecte d'analitzar funcions complicades mitjançant l'aproximació amb polinomis. La culminació d'aquests esforços és el teorema de Taylor el qual, dit de passada, afirma que cada funció diferenciable localment sembla com un polinomi, i el teorema de Stone-Weierstrass, que afirma que cada funció contínua definida a un interval compacte de l'eix real pot ser aproximada en tot l'interval tant com es vulgui per un polinomi. Els polinomis són també freqüentment usats per a la interpolació de funcions.
Els quocients de polinomis són anomenats expressions racionals, i les funcions que avaluen les expressions racionals són anomenades funcions racionals. Només les funcions definides a trossos emprant racionals discontínues poden ser avaluades directament a la computadora, donat que típicament només són implementades a maquinari les operacions de suma, multiplicació, divisió i comparació. Totes les altres funcions que les computadores avaluen, com ara les funcions trigonomètriques, logaritmes i funcions exponencials, han de ser aproximades per programari per adequades funcions discontínues racionals.
El càlcul de derivades i integrals és particularment fàcil. Per al polinomi: 
{\displaystyle \sum _{i=0}^{n}a_{i}x^{i}}
la derivada respecte a la x és:
{\displaystyle \sum _{i=1}^{n}a_{i}ix^{i-1}}
i la integral indefinida és:
{\displaystyle \sum _{i=0}^{n}{a_{i} \over i+1}x^{i+1}+c}.

## Avaluació de polinomis
Per a avaluar un polinomi en la forma de monomi (monomial form) es pot fer servir la regla de Horner. Per a un polinomi en la forma Chebyshev (Chebyshev form) es pot usar l'algorisme de Clenshaw. Si cal calcular diverses xn equidistants, hom faria l'ús del mètode de les diferències de Newton (Newton's difference method).

## Àlgebra abstracta
A àlgebra abstracta, hom ha de tenir cura de distingir entre polinomis i funcions polinòmiques. Un polinomi f es pot definir com una expressió formal en la forma:
```

  

    

      

        
f

        
=

        

          
a

          

            
n

          

        

        

          
X

          

            
n

          

        

        
+

        

          
a

          

            
n

            
−

            
1

          

        

        

          
X

          

            
n

            
−

            
1

          

        

        
+

        
⋯

        
+

        

          
a

          

            
1

          

        

        
X

        
+

        

          
a

          

            
0

          

        

      

    

    
{\displaystyle f=a_{n}X^{n}+a_{n-1}X^{n-1}+\cdots +a_{1}X+a_{0}}

  

```

on els coeficients {\displaystyle a_{0},\ldots ,a_{n}} són elements d'algun anell (ring) R i X és considerada de ser un símbol formal. Dos polinomis són considerats iguals si i només si les seqüències dels seus coeficients són iguals. Els polinomis amb coeficients a R es poden sumar simplement sumant els seus corresponents coeficients i es poden multiplicar utilitzant les regles distributives (propietat distributiva).
{\displaystyle X\;a=a\;X} per a tots els elements a de l'anell R
{\displaystyle X^{k}\;X^{l}=X^{k+l}} per a tots els nombres naturals k i l.
Hom pot comprovar que el conjunt de tots els polinomis amb coeficients a l'anell R forma per si mateix un anell, l’anell de polinomis sobre R, el qual és denotat per R[X]. Si R és un anell commutatiu, llavors R[X] és una àlgebra (àlgebra) sobre R.
Hom pot pensar l'anell R[X] com sortit de R per l'addició d'un nou element X a R i només requerint que X commuti amb tots els elements de R. Perquè R[X] formi un anell, totes les sumes de potències de X també s'han d'incloure. La formació de l'anell polinòmic, junt amb la formació de l'anell de factors (ideals), són eines importants per construir nous anells partint dels coneguts. Per exemple, la construcció neta de camps finits (cos finit) involucra l'ús d'aquelles operacions, partint del camp dels enters de mòduls d'algun nombre primer com a anell de coeficients R (vegeu aritmètica modular).
A cada polinomi f a R[X] hom pot associar-li una funció polinòmica amb domini i rang igual a R. Hom obté el valor d'aquesta funció per a un argument donat r reemplaçant, arreu de l'expressió f, el símbol X per r. El motiu pel qual els algebristes fan distinció entre polinomis i funcions polinòmiques és perquè sobre alguns anells R (com ara camps finits), dos polinomis diferents poden donar lloc a la mateixa funció polinòmica. Ara bé, aquest no és el cas sobre els nombres reals o complexos i, per tant, molts analistes sovint no separen els dos conceptes.

## Divisibilitat
A l'àlgebra commutativa, un focus d'estudi principal és la divisibilitat entre polinomis. Si R és un domini d'enters (anell íntegre) i f i g són polinomis en R[X], es diu que f divideix g si existeix un polinomi q en R[X] tal que f q = g. Hom llavors pot mostrar que "cada zero dona lloc a un factor lineal", o més formalment: si f és un polinomi en R[X] i r és un element de R tal que f(r) = 0, llavors el polinomi (X − r) divideix f. L'invers és també cert. El quocient pot ser computat fent ús de l'esquema de Horner.
Si F és un cos i f i g són polinomis en F[X] amb g ≠ 0, llavors existeixen els polinomis únics q i r en F[X] amb:
{\displaystyle f=q\,g+r}
i tals que el grau de r és més petit que el grau de g. Els polinomis q i r són determinats unívocament per f i g. Això és anomenat "divisió amb resto" o "divisió polinòmica llarga" i mostra que l'anell F[X] és un domini euclidià.
Anàlogament, els polinomis "primers" (amb més correcció, polinomis irreductibles) es poden definir com els que no es poden factoritzar en el producte de dos polinomis de menor grau. No se senzill determinar si un polinomi donat es irreductible. Hom pot començar per simplement comprovar si el polinomi té factors lineals. Llavors, hom pot comprovar la divisibilitat per algun altre polinomi irreductible. També, de vegades, es pot utilitzar el criteri d'Eisenstein per a determinar la irreductibilitat.

## Extensions del concepte de polinomi
Hom també parla de polinomis de diverses variables, obtingut traient l'anell de polinomis d'un anell de polinomis: {\displaystyle R[X,Y]=(R[X])[Y]=(R[Y])[X]}. Aquests són d'importància fonamental a l'àlgebra geomètrica (geometria algebraica) que estudia conjunts de zeros simultanis de varius polinomis multivariable.
Freqüentment els polinomis s'usen per a codificar la informació d'un altre objecte. El polinomi característic d'una matriu o operador conté informació dels valors propis del operador (eigenvalue). El polinomi mínim d'un element algebraic desa la relació algebraica més senzilla satisfeta per dit element.
Altres objectes relacionats estudiats a àlgebra abstracte són les sèries de potències formals, que són com polinomis però poden tenir grau infinit, i les funcions racionals, que són quocients de polinomis.